# Kiwix
Kiwix ist ein offline Webbrowser und freie Software, von Emmanuel Engelhart entwickelt, um Wikipedia und andere Websites, die mit MediaWiki betrieben werden ohne eine Internetverbindung betrachten zu können. Das Programm ist für die Betriebssysteme Windows, macOS, Linux, Android und iOS verfügbar.

## Motivation
Emmanuel Engelharts Motivation zur Arbeit an Kiwix geht bis in das Jahr 2003 zurück, als der Versuch, Wikipedia auf einer CD-ROM zu veröffentlichen, gescheitert war. In einem E-Mail-Interview schrieb er, Wikipedia sei, wie Wasser, ein Gemeingut, zu dem jeder Zugang haben sollte, unabhängig davon, ob der Zugriff über das Internet vorhanden sei oder nicht. Mit Kiwix sei es möglich geworden, wirklich jeden, der die Inhalte in den Wikimedia-Projekten lesen möchte, zu erreichen, unabhängig von seinem Aufenthalt und somit ebenfalls an Orten, an denen das Wissen und insbesondere das Internet der Zensur unterworfen sei.

## Funktion
Zuerst wird der Datenbestand eines Wikimedia-Projekts oder einer anderen MediaWiki-Installation eingelesen und in einer Datei im ZIM-Format gespeichert. Demnach muss die ZIM-Datei des Wikipedia-Projekts oder der entsprechenden anderen Webseite heruntergeladen und anschließend mit Kiwix geöffnet werden. Die Software ist für Computer ohne Internetzugang ausgelegt und insbesondere für Schulen in Entwicklungsländern gedacht, wo der Zugang zum Internet schwieriger oder teuer ist. Aus diesem Grund wurde eine Version speziell für die Organisation SOS-Kinderdorf erstellt.
Kiwix benutzt den von der Mozilla Foundation entwickelten XULRunner. Die Lokalisierung der Software erfolgt über Translatewiki.net Kiwix bietet eine Volltextsuche, eine Navigation mit Tabs und die Option, Artikel im PDF- oder HTML-Format zu exportieren.

## Inhalte
Seit Ende 2014 stehen im Archiv des Kiwix-Projekts die größten der etwa 280 Wikipedia-Sprachversionen sowie die meisten der Wikipedia-Schwesterprojekte zum Herunterladen bereit. Die Server-Abzüge werden halbjährlich bzw. jährlich aktualisiert. Es gibt Vollversionen und solche ohne Bilder, die nur den Text der Artikel enthalten, um beim Download Speicherplatz und Bandbreite zu sparen.
Im November 2014 wurde eine ZIM-Version aller gemeinfreien Texte des englischen Projekts Gutenberg bereitgestellt. Außerdem gibt es Kiwix-Versionen des Wikis für die Benutzer der Linux-Distribution Ubuntu, gemeinfreie Texte aus dem französischen E-Book-Projekt Bouquineux und Ausgaben der TED Talks.
Das Projekt wird aber auch abseits der Wikimedia-Projekte und der Freien-Software-Szene verwendet.

### WikiMed
Unter der Bezeichnung «WikiMed» existiert eine auf Kiwix basierende App für Android und iOS, welche alle medizinischen Artikel aus der Wikipedia für die Offline-Nutzung bereitstellt.

## Anwendungsgebiete
Kiwix kann überall dort eingesetzt werden, wo der Internet-Zugang aus technischen, finanziellen, politischen, rechtlichen oder erzieherischen Gründen nicht oder nur eingeschränkt möglich ist, beispielsweise:
- in Ländern oder Regionen mit schlecht ausgebauter Kommunikations-Infrastruktur
- an Orten ohne Netzabdeckung (z. B. im Flugzeug, auf Schiffen, auf Wanderungen oder Expeditionen)
- in Schulen und Universitäten (wenn die finanziellen Mittel keinen Internet-Zugang erlauben oder wenn nur der Zugriff auf bestimmte Inhalte gestattet werden soll, z. B. in Open-Book-Prüfungen)
- in Strafanstalten (wo der Internet-Zugang für Gefangene eingeschränkt oder untersagt ist)
- in Staaten mit Internet-Zensur
- bei Naturkatastrophen oder kriegerischen Ereignissen (wenn die Kommunikations-Infrastruktur beschädigt oder abgeschaltet wurde)
- beim Aufenthalt im Ausland (um Roaming-Gebühren niedrig zu halten)
- Der Internetzugang ist zwar möglich, aber jemand möchte zur Wahrung der Anonymität verschleiern, welche Artikel er liest bzw. welche Themen ihn interessieren.

### Beispiele
- Kiwix wurde durch Wikimedia CH in diversen Gefängnissen in der Schweiz installiert.[14]
- Die Fondation Orange hat Kiwix in ihre eigene Technologie implementiert, die im Rahmen des Programms écoles numériques in Afrika Anwendung findet.[15]
- Kiwix wurde genutzt, um die Wikipedia auf den Rechnern des Projekts One Laptop per Child zu installieren.[5]

## Auszeichnungen

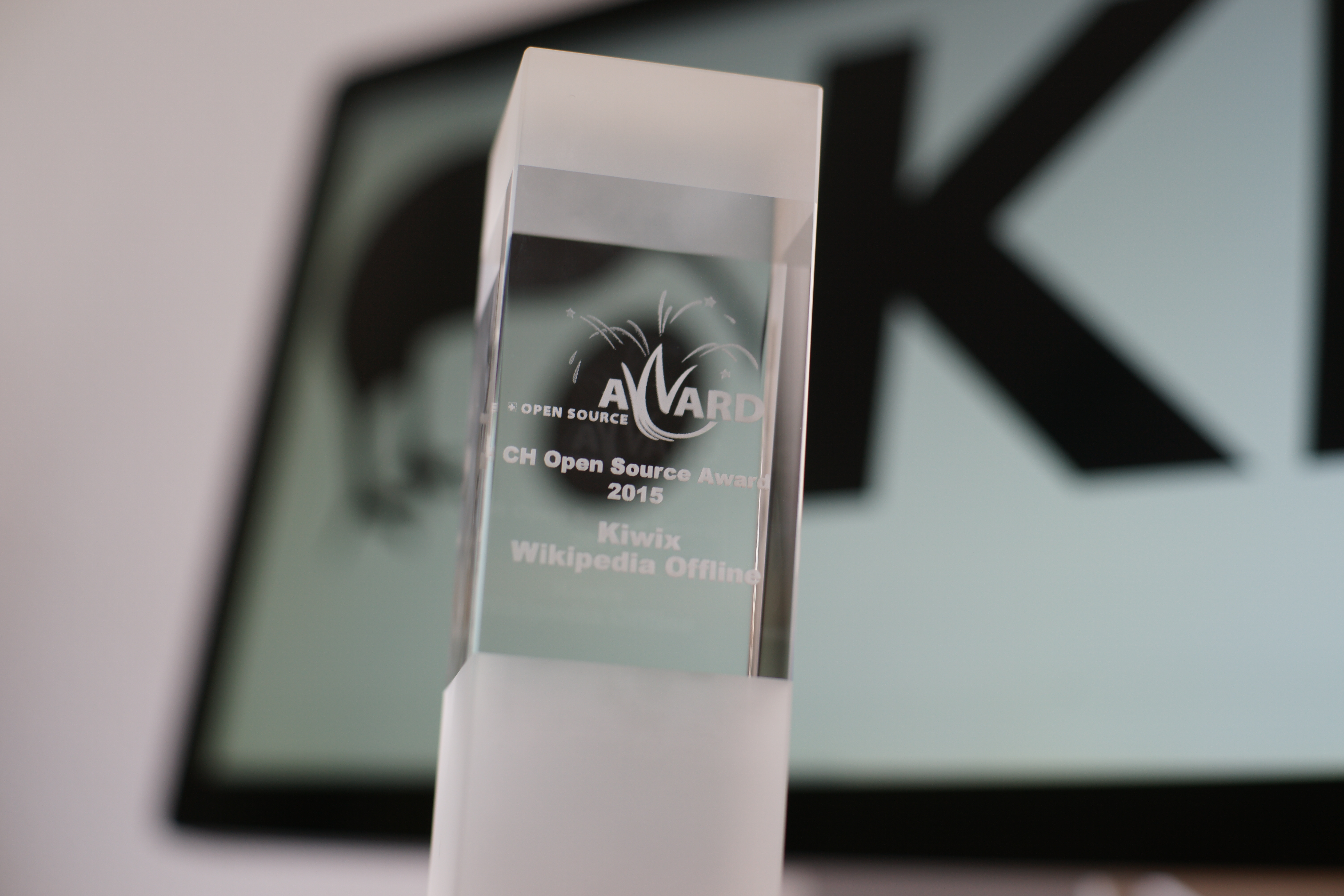
Der OSS Award 2015 für Kiwix

- 2015: Open Source Award der Swiss Open Systems User Group/ch/open[16]
- 2017: Finalist bei den SEIF-Awards[17]